# Changes (canción de David Bowie)
«Changes» es una canción de David Bowie, grabada originalmente en el álbum Hunky Dory en diciembre de 1971 y publicada por primera vez el 7 de enero de 1972 como sencillo. Alcanzó el 41.er lugar en el Billboard Hot 100.
Aparece en la película Shrek 2 a dúo con Butterfly Boucher. Fue incluida, además, en el Salón de la Fama de los Grammy, por su importancia cultural y musical, esto en el año 2017, durante la 59° Entrega de los Grammys.
Changes ocupó el puesto número 200 en la lista de las 500 mejores canciones de todos los tiempos de la revista Rolling Stone en su edición de 2021.

## Lista de canciones
- «Changes» – 3:33
- «Andy Warhol» – 3:58